# Symphonie no 40 de Joseph Haydn

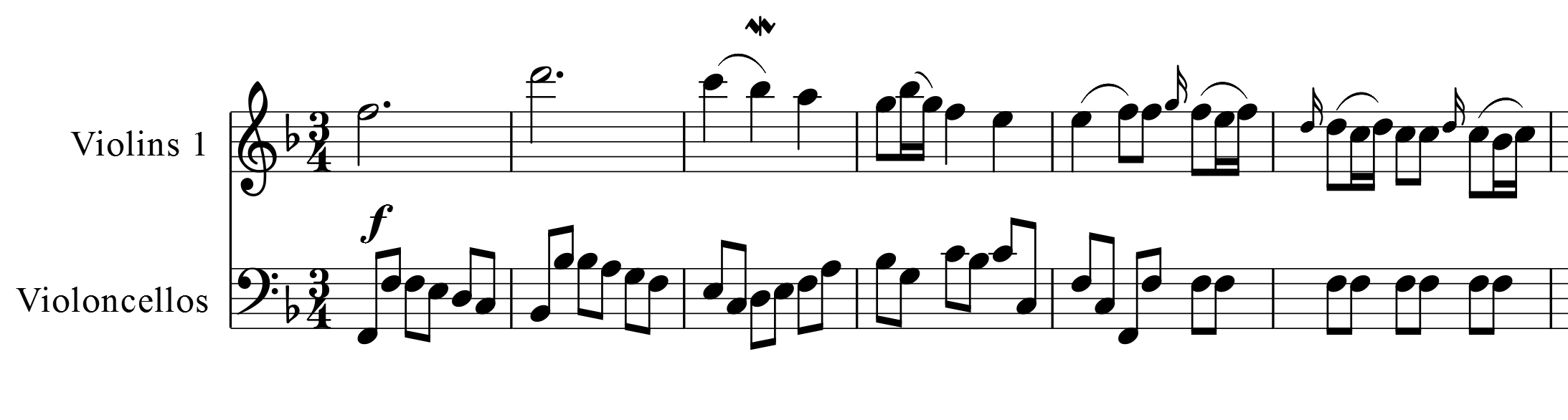
Partition

La Symphonie no 40 en fa majeur Hob. I:40 est une symphonie du compositeur autrichien Joseph Haydn, composée en 1763.

## Analyse de l'œuvre
La symphonie comporte quatre mouvements :
1. Allegro
2. Andante - Allegretto
3. Menuet
4. Allegro

Durée approximative : 20 minutes.

## Instrumentation
- deux hautbois, deux bassons, deux cors, cordes